# Квемо-Марги
Квемо-Марги (груз. ქვემო მარღი) — село в Грузии, на территории Местийского муниципалитета края (мхаре) Самегрело-Верхняя Сванетия.

## География
Село находится в северо-западной части Грузии, на левом берегу реки Ненскры (правый приток Ингури), на расстоянии приблизительно 42 километров (по прямой) к западу от посёлка городского типа Местиа, административного центра муниципалитета. Абсолютная высота — 890 метров над уровнем моря.

## Население
По результатам официальной переписи населения 2014 года в Квемо-Марги проживало 135 человек (67 мужчин и 68 женщин). В национальной структуре населения грузины составляли 100 %.
| Год  | Население, человек |
| ---- | ------------------ |
| 2002 | 183                |
| 2014 | ↘ 135              |